# Sabicea pyramidalis
Sabicea pyramidalis är en måreväxtart som beskrevs av Bengt Lennart Andersson. Sabicea pyramidalis ingår i släktet Sabicea och familjen måreväxter. IUCN kategoriserar arten globalt som sårbar.
Artens utbredningsområde är Ecuador. Inga underarter finns listade i Catalogue of Life.